# 155 Samodzielna Brygada Zmechanizowana
155 Samodzielna Brygada Zmechanizowana (ukr. 155-та окрема механізована бригада) – rozformowany związek taktyczny Wojsk Lądowych Ukrainy. Formowanie brygady rozpoczęto w marcu 2024 roku, dnia 4 stycznia 2025 r. brygada została rozwiązana z powodu dużych strat i masowej dezercji. Pozostałych żołnierzy wraz z sprzętem przydzielono innym brygadom.

## Historia

### Formowanie jednostki i szkolenie poborowych we Francji
Formowanie brygady rozpoczęło się w marcu 2024 roku, Jednostka była tworzona na mocy przepisów ukraińskiej ustawy mobilizacyjnej, która obniżyła wiek poboru z 27 do 25 lat i wprowadziła kary za uchylanie się od poboru. Ustawa ta umożliwiła również skazańcom wstępowanie do sił zbrojnych Ukrainy. Patronem brygady została Anna Kijowska na cześć księżniczki, która poślubiła w katedrze w Reims francuskiego króla Henryka I i została królową Francji w latach 1051–1060. Dewizą brygady stały się słowa „Вони не пройдуть!”, co oznacza „Nie przejdą!”.
Oficjalne utworzenie brygady ogłoszono 6 czerwca 2024 r. we Francji  przez prezydenta Emmanuela Macrona podczas obchodów 80. rocznicy lądowania aliantów w Normandii, w obchodach uczestniczył prezydent Ukrainy Wołodymyr Zełenski. Budżet na sformowanie brygady wyniósł 930 milionów dolarów. Do listopada 2024 r. pierwszy rzut tj. około 2000 żołnierzy przeszło szkolenie we wschodniej Francji. Jednostka szkoliła się oraz została wyposażona w francuski sprzęt wojskowy. Na stanie brygady znalazły się haubice samobieżne CAESAR, bojowe wozy opancerzone AMX-10RC nazywane popularnie „czołgiem na kołach” i kołowe transportery opancerzone VAB. Ostatecznie brygada osiągneła stan osobowy sięgający 5800 żołnierzy. 

### Walki pod Pokrowskiem i rozwiązanie jednostki
W listopadzie 2024 roku 155 Brygada Zmechanizowana została rozmieszczona około 5 kilometrów na południe od Pokrowska, aby pomóc w utrzymaniu pozycji, wtedy żołnierze brygady zostali przydzieleni do bronienia niewielkiej miejscowości Szewczenko. W pierwszych kilku dniach walk jednostka poniosła ciężkie straty. Pododziały stosowały taktykę masowych kontrataków piechoty na ofensywne pozycje sił Federacji Rosyjskiej co z kolei doprowadziło do „dotkliwych niedoborów piechoty” w brygadzie.  
Dowództwo zdecydowało aby czasowo przydzielić pozostałych żołnierzy innym brygadom walczącym na tym samym obszarze. Kiedy w październiku nowi poborowi zostali skierowani na szkolenie do Francji, 935 żołnierzy od razu zdezerterowało poprzez samowolne opuszczenie jednostki, a kolejnych 50 zdezerterowało tuż po przybyciu do Francji. Znaczna liczba żołnierzy brygady była wcześniej poddana przymusowej mobilizacji z ulic co miało być powodem niskiej wartości bojowej i wysokiego współczynnika dezercji. W pierwszym tygodniu grudnia zdezerterowało kolejnych 198 mężczyzn. 
Do 4 stycznia 2025 r. brygada w trakcie walk utraciła wszystkie samobieżne haubice CAESAR i większość transporterów opancerzonych VAB, tego samego dnia jednostka została rozwiązana, a pozostałych żołnierzy i sprzęt przydzielono innym brygadom broniącym już przedmieścia Pokrowska. 
Państwowe Biuro Śledcze Ukrainy (SBI) wszczęło śledztwo w związku z doniesieniami o „nadużyciu władzy lub siły” przez ukraińskich oficerów. 20 stycznia 2025 r. były dowódca brygady Dmytro Riumszyn został zatrzymany w związku z podejrzeniem bezczynności czy też niepodjęciem działań wojskowych w warunkach stanu wojennego. Artykuł 426 Kodeksu karnego Ukrainy przewiduje w takim wypadku karę do dziesięciu lat więzienia. 